# Вардашен
Вардашен (вірм. Վարդաշեն) — село в марзі Арарат, у центрі Вірменії. Село розташоване за 10 км на північ від міста Арташата, поруч із селами Аревшат, Гетазат, Мргануш та Дехцут.